# Еріка (марш)
Еріка (нім. Erika) — військовий марш, який використовувало німецьке військо. Пісня була написана Гермсом Нілем у 1930-х роках, і незабаром її почав використовувати Вермахт, особливо Хеер (сухопутні війська) і, меншою мірою, Кріґсмаріне.

## Назва
«Еріка» є як жіноче ім'я, так і назва польової квітки.

## Походження
Текст та мелодія пісні були написані німецьким композитором маршів Гермсом Нілем. Точний рік виникнення пісні невідомий; часто дата вказується як «близько 1930 року», що, однак, не було підтверджено. Спочатку пісня була опублікована у 1938 році видавництвом «Louis Oertel» у Гросбургведелі. Вона була популярною до початку Другої світової війни.